# Lally Horstmann

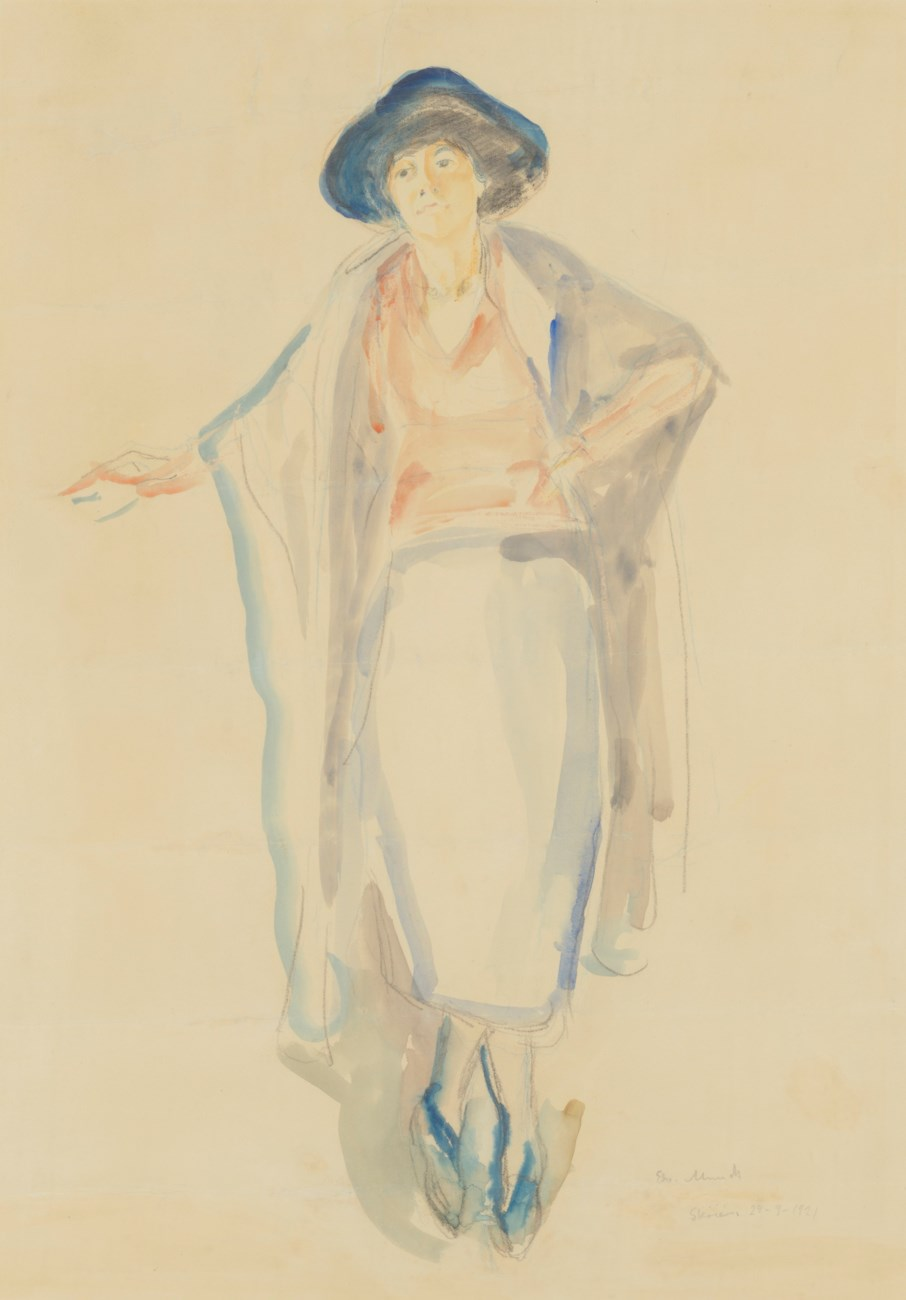
Lally Horstmann, gemalt von Edvard Munch (1921)

Lally Horstmann (* 17. März 1898 in Berlin; † 10. August 1954 in São Paulo; geborene Léonie Lizzie Fanny Helene von Schwabach, auch Lali Horstmann) war eine deutsche Schriftstellerin.

## Werdegang
Lally oder auch Laly von Schwabach im weltläufigen, kultivierten Milieu der jüdischen Finanzbourgeoisie in Berlin und auf dem Landsitz der Familie in Kerzendorf bei Ludwigsfelde auf. Ihr Vater war der Bankier und Historiker Paul von Schwabach (1867–1938), ihre Schwester war Vera von der Heydt (1899–1996), Ehefrau des Bankiers Eduard von der Heydt (1882–1964). Später führte Lally Horstmann in Berlin ein großes Haus an der Seite ihres Ehemannes, des Diplomaten und Kunstsammlers Alfred Horstmann (1879–1947). Den Krieg überstand die nach den nationalsozialistischen Rassegesetzen als „Halbjüdin“ geltende Horstmann unter schwierigen Umständen.
Nach Ende der nationalsozialistischen Diktatur war das Ehepaar Horstmann den Schikanen der russischen Besatzer ausgesetzt. Sie selbst ging nach dem Tod ihres Mannes in einem russischen Lager (17. Mai 1947) ins Ausland und starb in Brasilien. Ihre Grabstätte fiel später dem Bau einer Straße zum Opfer. Ein Porträtgemälde der attraktiven Lally Horstmann malte um 1922/1923 der britische Maler John Augustus Edwin (1878–1961). Es wurde im Januar 2007 in London bei Sotheby’s versteigert (im Katalog LOT 57). Die Stiftung Stadtmuseum Berlin besitzt eine expressionistische Porträtbüste Lally Horstmanns, geschaffen von dem Bildhauer Fritz Huf.

## Schriften
- Nothing for tears. Einleitung Harold Nicolson. Weidenfeld & Nicolson 1999, ISBN 0-297-64381-9 (EA London 1952). [Digitalisat Internet Archive]
  - Kein Grund für Tränen. Aufzeichnungen aus dem Untergang Berlin 1943–1946. Siedler, Berlin 1995, ISBN 3-88680-509-3 (früherer Titel: Unendlich viel ist uns geblieben, 1954). [Digitalisat Internet Archive]
- Ursula Voß (Hrsg.): Eine Begegnung in Val-Mont. Rainer Maria Rilke. Lally Horstmann. Frankfurt am Main: Insel, 1996